# Leyland Hippo
Der Leyland Hippo war ein militärischer LKW mit zehn Tonnen Nutzlast und zwei hinteren Antriebsachsen (6×4-Antriebsformel), den Leyland Motors für die britische Armee produzierte. Der Hippo basierte auf einem Vorkriegs-Lkw-Modell, dessen militärische Version nur 1944 produziert wurde. Die Stärke des Hippo war Geländegängigkeit bei gleichzeitiger hoher Nutzlast von bis zu zehn Tonnen. Der Motor war unter dem Fahrerhaus platziert, wodurch hinten ein ebener großer Frachtraum entstand. Diese heute gängige Anordnung des Motors war damals ungewöhnlich. Die erste Version Mk I hatte ein offenes Fahrerhaus, das mit einer Plane geschlossen werden konnte. Die Version Mk II wurde mit einem vollständig geschlossenen Stahlfahrerhaus geliefert, neben einer Vielzahl von Möglichkeiten zur militärischen Nutzung, wie zum Beispiel einer Dunkelkammer für die Entwicklung von Fotos. Der Leyland Hippo wurde teilweise bis in die 1980er-Jahre von der britischen Armee genutzt.